# Nias (lud)
Nias (Niha), Niasowie – indonezyjska grupa etniczna zamieszkująca wyspę Nias oraz okoliczne wyspy w prowincji Sumatra Północna. Ich liczebność wynosi 600 tys. osób. 
Posługują się własnym językiem nias z wielkiej rodziny austronezyjskiej, a także narodowym językiem indonezyjskim. Wyznają przede wszystkim chrześcijaństwo (protestantyzm). Chrześcijaństwo przyjęli na pocz. XX w. Wierzenia tradycyjne opierają się na kultach duchów i przodków.
Podstawę gospodarki tworzy ręczna uprawa roli (do upraw należą: ryż suchy, kukurydza, rośliny bulwiaste i korzeniowe, banany, drzewa owocowe); prowadzą też hodowlę zwierząt, przede wszystkim trzody chlewnej. Główną uprawą przemysłową jest palma kokosowa; eksportuje się koprę. Rybołówstwo i łowiectwo odgrywają rolę pomocniczą. Mają rozwinięte rzemiosło (kowalstwo, jubilerstwo, garncarstwo, tkactwo, plecionkarstwo, rzeźba w drewnie i kamieniu).
Podstawę organizacji społecznej stanowi społeczność wiejska, na którą składają się segmenty rodów patrylinearnych. Żyją we wsiach zwanych banua, w domach tradycyjnych (omo hada) lub zwykłych (omo pasisir), spoza architektury ludowej. Niegdyś praktykowano poligynię, która jednak zanikła po pojawieniu się wpływów chrześcijańskich. 